# Коулмэн, Ронни
Рональд Дин Коулмэн (также Коулман, англ. Ronald Dean Coleman; род. 13 мая 1964, Бастроп (англ. Bastrop), «Луизиана, США) — профессиональный культурист, восьмикратный победитель конкурса Мистер Олимпия» и других престижных соревнований.

## Биография
Ронни — обладатель 8 побед в конкурсе Мистер Олимпия (1998 — 2005 гг.) и 26 побед в сумме как профессиональный культурист Международной Федерации Бодибилдинга (IFBB).
Коулмэн окончил американский государственный университет Грэмблинг (GSU) в 1986 году со степенью по бухгалтерскому учёту, во время учёбы он играл в футбол за команду университета. После окончания университета Ронни недолгое время работал бухгалтером в сети ресторанов быстрого питания, а в 1991 году начал карьеру профессионального культуриста.
Всё это так меня заинтриговало, что я, действительно, отправился в тренажёрный зал — захотелось самому разобраться, что же это за спорт такой, которым я «занимаюсь». Посмотрел, подёргал рукоятки тренажёров — понравилось. Вот и начал тренироваться.
Поначалу Коулмэн занимался больше пауэрлифтингом, чем бодибилдингом, не делая между ними какого-либо различия. Но поступив в колледж, забросил штангу и занимался исключительно любительским футболом. Окончив колледж с дипломом бухгалтера, проработал два года. Всё бросив, Ронни поступил в полицейскую академию и вернулся к штанге.
Коулмэн является офицером запаса полиции Арлингтона. В 2007 году занял на конкурсе Мистер Олимпия четвёртое место и объявил о завершении спортивной карьеры.
По состоянию на 2022 год имеет проблемы со здоровьем, а именно в области коленей, но тем не менее, как он сам признается, жалеет только об одном: что присел со штангой весом 800 фунтов только 2 раза, вместо трёх.
В конце июня 2025 года Ронни Коулмэн был госпитализирован в связи с заражением крови (сепсис). Врачи также выявили сопутствующие проблемы, потребовавшие хирургического вмешательства. Позднее ему была успешно проведена малоинвазивная операция на сердце, его состояние стабилизировалось. В поддержку его выздоровления была запущена благотворительная инициатива Ronnie Strong, направленная на борьбу с сепсисом.

## Тренировки
В отличие от Дориана Ятса, признававшего только отказной стиль тренинга по методике Майка Ментцера, Коулмэн использовал симбиоз двух разных видов тренинга: силового и объемного, так называемого «пампинга». Он чередовал их каждые 3-6 недель на протяжении круглого года, вплоть до подготовки к конкурсу «Мистер Олимпия».
Во время силового цикла Коулмэн тренировался с запредельной интенсивностью, выполнял всего 1—2 упражнения за тренировку и делал 5—6 подходов по 7—8 повторений в каждом из них. Упор он делал на трех упражнениях — приседаниях, жиме лежа и становой тяге. Силовые показатели Ронни Коулмэна были следующими: жим лежа по 260 кг, становая тяга с пола — 365 кг, приседания — 380. В жиме ногами он использовал вес 1040 кг и выполнял при этом по 10—12 повторений в подходе.
Большие группы мышц откликались на такой тренинг хорошо, но была проблема с развитием дельтовидных. В то время Коулмэн работал со своим первым тренером Брайаном Добсоном, но позже, по совету Флекса Уиллера он начал тренироваться с Чадом Николсом, по прозвищу ДиетДок. Он составил для Коулмэна особую программу тренировок плеч, включавшую много разведений с гантелями, выполняемых в супер-сетах, три-сетах и дроп-сетах. Дроп-сеты использовались, как прямые, так и обратные, экспоненциальные. Вместо жимов штанги из-за головы он выполнял жимы в тренажере Смита. В итоге, объем дельтовидных мышц увеличился, а сами они приобрели шаровидную форму и рельеф.

## Личная жизнь
Ронни Коулмэн женился в 43 года на Роуэйде Кристин Ачкэр (Rouaida Christine Achkar) в декабре 2007 года. У него есть две дочери, Джамелия (Jamilleah) и Валенсия Даниэль (Valencia Daniel).

## Достижения
- 1990 — Мистер Техас
- 1991 — Чемпионат мира по бодибилдингу в тяжелом весе
- 1991 — Мистер Вселенная
- 1995 — Профессиональный кубок Канады
- 1996 — Профессиональный кубок Канады
- 1997 — Гран-При России
- 1998 — Ночь Чемпионов
- 1998 — Чемпионат в Торонто
- 1998 — Мистер Олимпия
- 1998 — Гран-При Финляндии
- 1998 — Гран-При Германии
- 1999 — Мистер Олимпия
- 1999 — Мировые профессиональные чемпионаты
- 1999 — Гран-При Англии
- 2000 — Мистер Олимпия
- 2000 — Гран-При Англии
- 2000 — Мировые профессиональные чемпионаты
- 2001 — Арнольд Классик
- 2001 — Мистер Олимпия
- 2001 — Гран-При в Новой Зеландии
- 2002 — Мистер Олимпия
- 2002 — Гран-При Голландии
- 2003 — Мистер Олимпия
- 2003 — Гран-При России
- 2004 — Мистер Олимпия
- 2004 — Гран-При Англии
- 2004 — Гран-При Голландии
- 2004 — Гран-При России
- 2005 — Мистер Олимпия

## Антропометрические данные
- Рост — 180 см
- Соревновательный вес — 133кг
- Вес в межсезонье — 149 кг
- Бицепс в межсезонье — 61 см
- Бицепс на соревнованиях — 58 см
- Бедро — 93 см
- Грудная клетка — 152 см
- Талия — 80 см

## Фильмография
- 1996 — «Первая тренировка» (First Training)
- 2000 — «Невероятный» (Unbelievable)
- 2003 — «Цена победы» (The Cost of Redemption)
- 2005 — «В пути» (On the Road)
- 2006 — «Неустающий» (Relentless)
- 2007 — «Неукротимый» (Invincible)
- 2018 — «Король» (The King)